# Zwingenberg (Hesja)
Zwingenberg – miasto w Niemczech, w kraju związkowym Hesja, w rejencji Darmstadt, w powiecie Bergstraße.

## Współpraca
Miejscowości partnerskie:
- Brisighella, Włochy
- Eckartsberga, Saksonia-Anhalt
- Gloucestershire, Anglia
- Pierrefonds, Francja